# Un colpo da campione
Un colpo da campione (The Scout) è un film del 1994 diretto da Michael Ritchie, con protagonisti Brendan Fraser e Albert Brooks.

## Distribuzione
Il film è uscito nelle sale statunitensi il 30 settembre 1994, distribuito da 20th Century Fox.